# Ceramico (demo)
Il Ceramico (in greco antico: Κεραμεῖς?, Keramêis) era il nome di un demo dell'antica Atene.
Era uno dei demi cittadini ed era il corrispettivo amministrativo dell'omonimo quartiere, il quale si estendeva a cavallo delle mura cittadine (risultando così diviso in "Ceramico interno" e "Ceramico esterno") e di cui resta un'importante area archeologica.

## Etimologia
Secondo Pausania il nome del demo derivava da Keramos, figlio di Dioniso e Arianna, mentre Erodoto sostiene che il nome derivi dal termine κέραμος (kèramos, "terracotta"), a causa dei numerosi depositi di argilla e botteghe di ceramisti nella zona.

## Descrizione

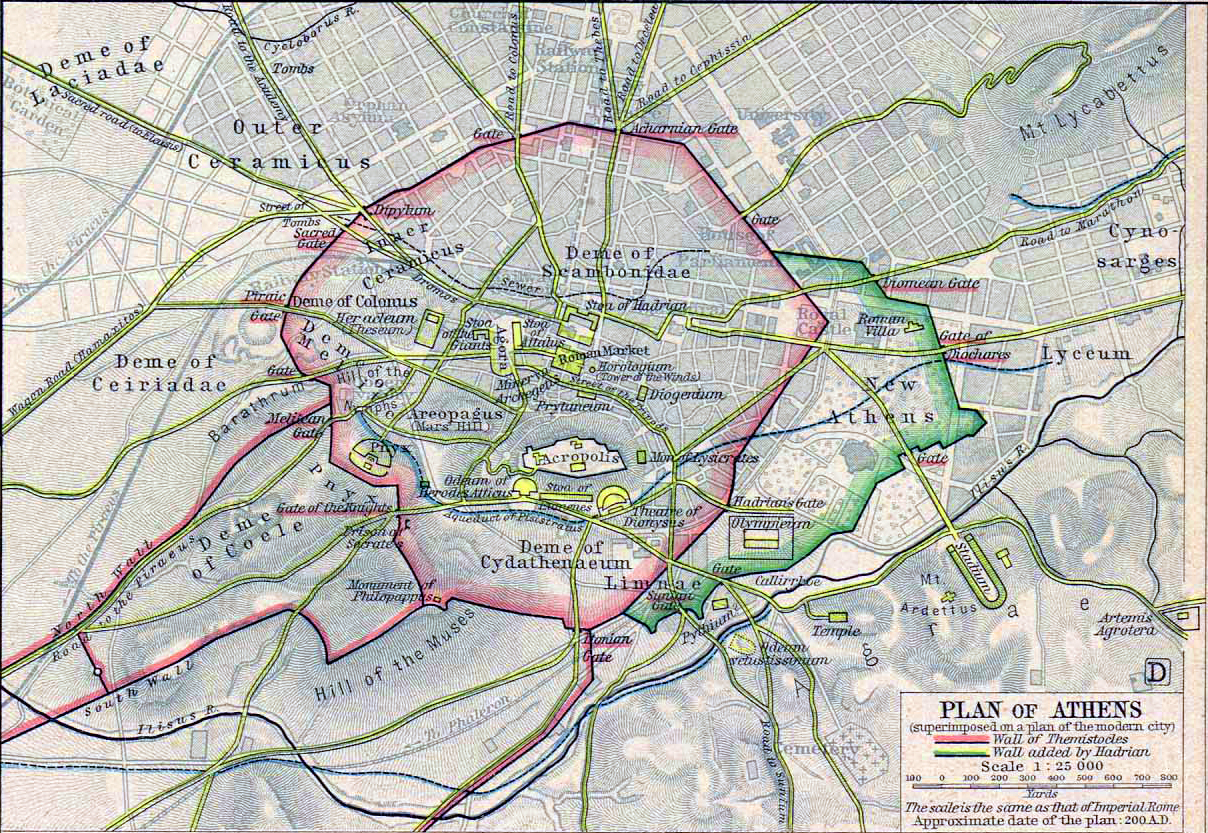
Pianta di Atene romana. Il Ceramico (diviso in interno ed esterno) è visibile all'angolo superiore sinistro del circuito delle mura (evidenziate in rosso)

Il luogo era detto uno dei più bei luoghi di Atene ed era importante per la festa delle Panatenee, la cui processione sostava al di fuori della porta Dipylon, per la processione dei misteri eleusini e per la corsa della torcia della Prometia, che passava per di qui prima di giungere all'Acropoli.
Secondo la tradizione qui venne ucciso Androgeo, figlio di Minosse, il cui omicidio portò all'usanza di sacrificare sette ragazzi e sette ragazze all'anno al Minotauro.
Diogene di Sinope visse qui per molto tempo e, secondo una leggenda, una volta pregò le molte statue presenti nel demo per poter sopportare una sconfitta. Sempre in questo demo il tiranno Ipparco venne ucciso da Armodio e Aristogitone: in loro onore venne eretta una statua presso la porta.